# Sea Witch (клипер)
«Sea Witch» (с англ. — «Морская ведьма») — американский клипер, разработанный военно-морским архитектором John W. Griffiths для торговой компании «Howland & Aspinwall». Спущен на воду 8 декабря 1846 года на судостроительной верфи в Манхэттене. С марта 1849 года клипер удерживает установленный рекорд скорости среди однокорпусных парусных судов.

## Конструкция
В 1845 году Джон Уиллис Гриффитс построил скоростной корабль Rainbow, а в следующем году последовал за ним ещё более быстрый «Sea Witch» («Морская ведьма»). Оба судна окажут большое влияние на конструкцию торговых судов. «Sea Witch», по сути, оказал большое влияние на конфигурацию быстрых судов, чем любой другой корабль, построенный в Соединённых Штатах. Суда, построенные по аналогу корпуса Морской ведьмы, были известны как клиперы — термин на то время прочно закрепился при строительстве быстроходных судов.

## Строительство

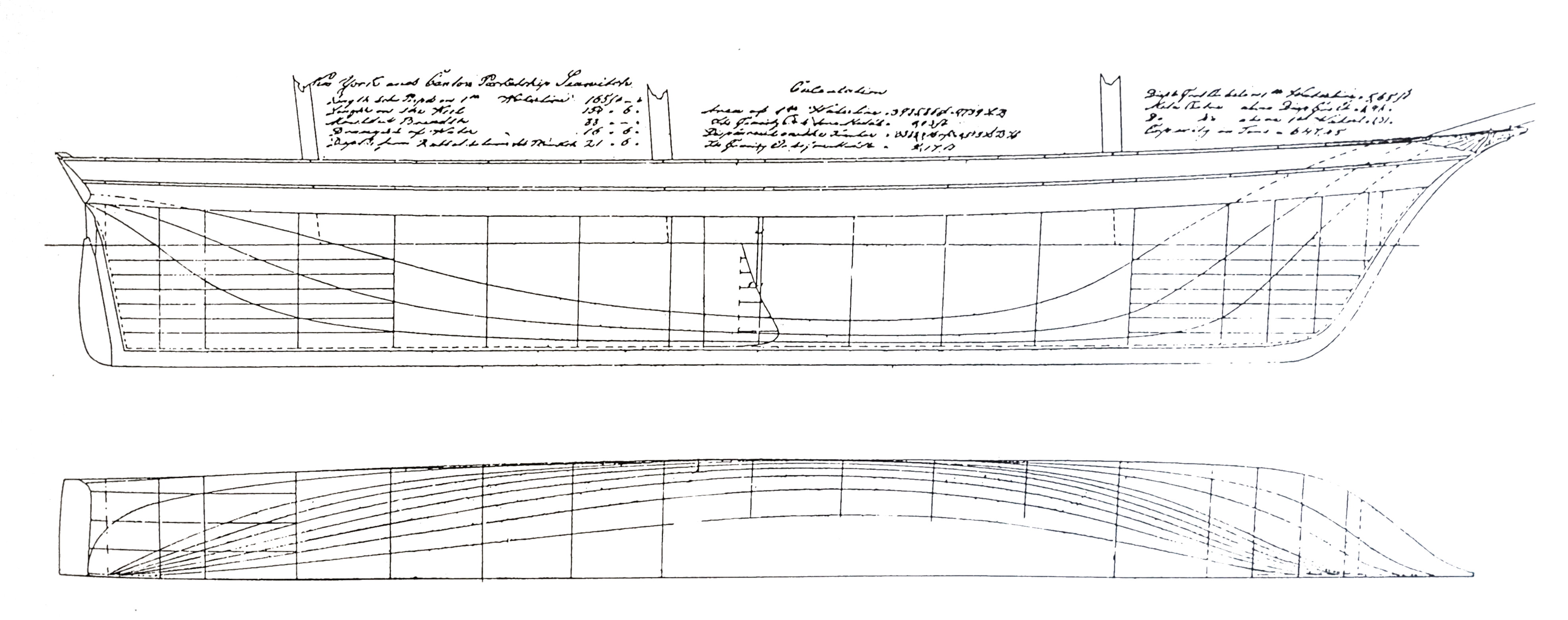
План и высота корпуса Морской Ведьмы

«Sea Witch» имел 51,9 метра в длину при  ширине 10,3 метра и весил 908 тонн. Судно было спроектировано и построено судостроительной компанией «Smith & Dimon» в Нью-Йорке для быстрого перемещения ценных грузов, таких как фарфор и чай из Китая на восточное побережье США. С этой целью клипер был хорошо оснащён, были установлены высокие мачты для небольшого размера судна. На 42-метровой грот-мачте было 5 ярусов парусов, как и на более коротких фок-мачте и бизань-мачте.

## Рекордсмен Гонконг-Нью-Йорк, 1849—2003 гг
В 1847 году под руководством капитана Роберта Уотермана, клипер совершил рекордный переход из Гонконга в Нью-Йорк за 77 дней. В дальнейшем увеличил рекорд до 74 дней в 1849 году. Это достижение являлось одним из самых длительных человеческих рекордов скорости, улучшенных только в мае 2003 года тримараном Great American II за 72 дня 21 час 11 минут 38 секунд. Рич дю Мулен, один из моряков Great American II, заметил что «Морская ведьма» столкнулась с более серьезными препятствиями. Он сказал, что клипер не имел преимуществ в современных технологиях или прогнозах погоды из внешних источников. По состоянию на 25 октября 2013 года «Sea Witch» продолжает удерживать рекорд Гонконга и Нью-Йорка среди однокорпусных парусных судов.

## Путешествия

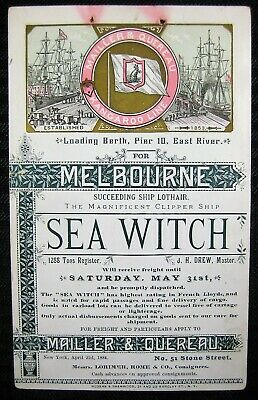
Парусная карточка клипера

После того, как было обнаружено золото в Калифорнии владельцы Howland & Aspinwall перевели «Sea Witch» с торгового маршрута в Китай на новый мыс Горн переход по маршруту от Восточного побережья до Сан-Франциско. В начале 1850 года «Морская Ведьма» завершила этот переход за 97 дней, став первым судом, совершившим это за менее чем 100 дней.
Позже, в 1850 году «Морская Ведьма» устарело как судно и её место по торговому маршруту заняли более новые корабли. Стареющий клипер был переоборудован под перевозку иммигрантов в Западное полушарие. В 1856 году при перевозке примерно 500 иммигрантов из Китая на борту судно село на мель в 12 милях (19 км) к западу от Гаваны.